# 图像处理
图像处理是指对图像进行分析、加工、和处理，使其满足视觉、心理或其他要求的技术。图像处理是信号处理在图像领域上的一个应用。目前大多数的图像均是以数字形式存储，因而图像处理很多情况下指数字图像处理。此外，基于光学理论的处理方法依然占有重要的地位。
图像处理是信号处理的子类，另外与计算机科学、人工智能等领域也有密切的关系。
传统的一维信号处理的方法和概念很多仍然可以直接应用在图像处理上，比如降噪、量化等。然而，图像属于二维信号，和一维信号相比，它有自己特殊的一面，处理的方式和角度也有所不同。

## 解决方案
几十年前，图像处理大多数由光学设备在模拟模式下进行。由于这些光学方法本身所具有的并行特性，至今他们仍然在很多应用领域占有核心地位，例如全息摄影。但是由于计算机速度的大幅度提高，这些技术正在迅速的被数字图像处理方法所替代。
从通常意义上讲，数字图像处理技术更加普适、可靠和准确。比起模拟方法，它们也更容易实现。专用的硬件被用于数字图像处理，例如，基于流水线的计算机体系结构在这方面取得了巨大的商业成功。今天，硬件解决方案被广泛的用于视频处理系统，但商业化的图像处理任务基本上仍以软件形式实现，运行在通用个人电脑上。

## 常用的信号处理技术
大多数用于一维信号处理的概念都有其在二维图像信号领域的延伸，它们之中的一部分在二维情形下变得十分复杂。
同时图像处理自身也具有一些新的概念，
例如，连通性、旋转不变性，等等。这些概念仅对二维或更高维的情况下才有非平凡的意义。
图像处理中常用到快速傅立叶变换，因为它可以减小数据处理量和处理时间。

### 从一维信号处理扩展来的技术和概念
- 分辨率
- 动态范围
- 带宽
- 滤波器设计
- 微分算子
- 边缘检测
- Domain modulation
- 降噪（Noise reduction）

### 专用于二维（或更高维）的技术和概念
- 连通性
- 旋转不变性

## 典型问题
- 几何变换（geometric transformations）：包括放大、缩小、旋转等。
- 颜色处理（color）：颜色空间的转化、亮度以及对比度的调节、颜色修正等。
- 图像融合（image composite）：多个图像的加、减、组合、拼接。
- 降噪（image denoising）：研究各种针对二维图像的去噪滤波器或者信号处理技术。
- 边缘检测：进行边缘或者其他局部特征提取。
- 分割：依据不同标准，把二维图像分割成不同区域。
- 图像编辑：和计算机图形学有一定交叉。
- 图像配准：比较或集成不同条件下获取的图像。
- 图像增强（image enhancement）：
- 图像数字水印：研究图像域的数据隐藏、加密、或认证。
- 图像压缩：研究图像压缩。

## 应用
- 摄影及印刷
- 卫星图像处理（Satellite image processing）
- 医学图像处理（Medical image processing）
- 面孔识别,特征识别（Face detection, feature detection, face identification）
- 显微图像处理（Microscope image processing）
- 汽车障碍识别（Car barrier detection）

## 軟件工具
- Adobe Photoshop
- Aphelion（英语：Aphelion (software)）
- ImageJ
- OpenCV
- Ulead PhotoImpact

## 相关相近领域
- 分类（英语：Classification）
- 特征提取
- 模式识别
- 投影
- 多尺度信号分析
- 离散余弦变换
- 修飾照片